# Harrietville
Harrietville is een plaats in de Australische deelstaat Victoria en telt 278 inwoners (2006).